# 한국 천주교 주교회의
한국 천주교 주교회의(韓國天主敎主敎會議)는 한국의 로마 가톨릭교회 전체의 공동선이 증진되도록 사목 임무를 공동으로 조정하여 수행하기 위하여 사도좌의 승인 아래 한국천주교중앙협의회라는 명칭으로 국가에 등록된 기독교 법인으로 설립된 주교회의이다. 주교회의는 그 지역의 모든 교구장 주교들과 부교구장 주교들과 사도좌나 주교회의의 위임을 받아 그 지역에서 특별 임무를 수행하는 그 밖의 명의 주교들을 포함하며, 그 자체를 구성하는 고유한 정관을 가지고 있다.

## 성격과 구성
한국 천주교 주교회의는 한국 교회의 교구들의 공동선이 증진되도록 사목 임무를 공동으로 조정하여 수행하기 위하여 사도좌의 승인 아래 한국천주교중앙협의회라는 명칭으로 국가에 등록된 법인으로 설립된 한국 고위 성직계의 회합이다.
현재 한국 천주교 주교회의의 회원은 교구장인 주교 16명(3명은 대주교)과 교구장 서리(자치수도원구 자치구장 서리인 아빠스 1명 포함)는 기본 회원이고, 보좌주교는 정회원이나 정해진 안건에 한해 표결권을 가진다. 은퇴주교는 준회원이며 의장 및 중요 임원은 기본 회원(교구장)인 주교(혹은 대주교)중에서 선임한다.
조선 시대인 1857년 3월 15일 주님 탄생 예고 대축일에 제1차 주교회의가 열렸으며, 1931년 9월 13-25일에 열린 제2차 회의 이후에는 거의 해마다 한국 천주교 주교회의가 개최되었다. 제2차 바티칸 공의회 이후 한국 천주교 주교회의는 1966년 11월 30일-12월 2일 총회에서 주교회의 규약을 확정하고, 전국 차원의 문서 선교 등을 위하여 중앙출판사의 기능을 하도록 설립된 “한국천주교중앙협의회”(처음에는 한국천주교중앙위원회) 사무처에 주교회의 사무국의 임무를 맡게 하였다.
이 주교회의 규약이 1967년 12월 4일에 교황청의 승인을 받아, 임시 의장단이 정식으로 취임하는 등 제2차 바티칸 공의회의 “주교들의 교회 사목 임무에 관한 교령”이 인정하는 주교회의의 활동을 펼쳐왔다.
한편, 5년 기한부로 사도좌의 조건부 승인을 받았던 주교회의 규약은 1983년 새 교회법전이 공포된 다음 새로운 정관으로 개정되고, 1985년 1월 31일 사도좌의 정식 승인을 받았으며, 교황 자의교서 ｢주님의 사도들｣(Apostolos Suos)에 따른 개정 정관이 2002년 2월 14일 사도좌의 승인을 받았다.

### 한국 천주교 주교회의 2020년 추계 정기총회 선출 의장단
한국 천주교 주교회의 2020년 추계 정기총회(2020년 10월 15일)에서는 신임 주교회의 의장단이 구성되었으며, 수원교구장 이용훈(마티아) 주교와 원주교구장 조규만(바실리오) 주교가 각각 의장과 부의장에 대전교구장 유흥식(나자로) 주교가 서기에, 상임위원으로는 서울대교구장 염수정(안드레아) 추기경과 대구대교구장 조환길(타데오) 대주교가 선임되었다. 주교회의 의장단은 3년 임기로 선출되며 재임할 수 있다.

## 주교회의 임무
한국 천주교 주교회의는 이 땅의 복음화와 공통 유익의 증진을 위하여, 특히 국가와 시대 상황에 가장 적합한 사도직 형태와 방법을 참작하여, 의견과 정보를 교환하고 연구, 협의하며 교령을 결정하고 이를 집행한다. 또한 필요한 때마다 사도좌에 문제의 공동 해결을 청원하고, 사도좌의 교령이나 결정을 시행하며, 그 밖에 보편 교회와 한국 교회의 공동선을 위하여 할 것들이나 사도좌에서 요청한 것들을 다룬다.

## 주교회의 목적
한국 천주교 주교회의의 목적은 다음과 같다.
1. 공통 유익에 관련된 모든 것들에 관하여, 특히 국가와 시대 상황에 가장 적합한 사도직 형태와 방법을 참작하여, 의견과 정보를 교환하고 현명과 경험에 비추어 연구하는 일
2. 위에 언급된 것에 대하여 협의와 교령을 결정하는 일
3. 필요한 때마다 사도좌에 공동 해결을 청원하는 일
4. 결정 사항 및 성좌로부터 받은 교령과 해결을 실시하는 일
5. 그 밖에 보편 교회 및 한국 교회의 공동선을 위하여 해야 할 것들이나 사도좌로부터 요청된 것들을 다루는 일

## 의결
주교회의의 의사결정은 총회에서 이루어지며 산하 기관인 주교위원회나 전국위원회 결정은 주교회의 결정의 권위를 지니지 못한다.
1. 교회법이나 교황령의 위임 혹은 자체 교령 설정은 교구장 주교 2/3 이상 찬성과 교황의 승인을 얻어야 한다.
2. 주교회의의 전체교구에 시행할 교리에 준하는 결정을 할 때는 참석 주교 전원이 찬성하거나 의결 투표권을 가진 주교 2/3 이상 찬성과 교황의 승인을 얻어야 한다.

- 여기서 의결투표권을 가진 주교라함은 교구장 주교, 부교구장 주교 및 법률상 교구장과 동등한 권한을 가진이가 우선시 되며, 보좌주교나 기타 명의주교는 안건에 따라 투표권을 가진다.

## 비판
2014년 8월 14일에 교황 프란치스코가 대한민국을 방문하여 한국 천주교 주교단을 만난 자리에서, "어떤 교회와 공동체들은 그 자체가 중산층이 돼 공동체의 일부인 가난한 사람들이 심지어 수치감을 느낄 정도입니다."라고 하며 빈곤층을 외면하는 교회를 정면으로 비판하였다. 하지만 그 날 한국 천주교 측이 배포한 교황 연설 한국어 번역본에는 이 내용이 빠져 있었다. 이는 가톨릭뉴스 지금여기에서 교황청 홈페이지에 실린 영어판을 확인하면서 밝혀진 것이다.
이에 대해 주교회의의 한 관계자는 "일부러 빠뜨린 것은 아니다" 고 밝혔다. 그리고 "(처음 교황청에서 보내준 교황 연설문과는) 교황님께서 연설을 직접 하시는 자리에서 약간 달리 하셨다" 며, "바티칸 측에서도 영구적인 기록을 위해 실제 하신 말씀과 맞추고자 하는 것이다. 마찬가지로 우리도 실제로 교황님이 어떻게 말씀하셨는지가 중요하므로 그에 따라 번역문을 교체할 계획을 갖고 있다" 고 덧붙였다. 하지만 그럼에도 교황의 말 한마디가 역사에 남는다는 점을 감안하면 이해하기 어렵다는 지적이 나왔다.
후에 한국천주교주교회의에서는 "교황청 사이트에는 교황께서 연설과 강론을 한 직후 이 메시지가 게시됩니다. 이 사이트에 올라가는 내용은 즉석에서 추가한 말씀까지 올라가게 되므로, 방한준비위원회에 보내온 사전 원고와는 조금 차이가 있습니다. 일부 언론에서 보도하는 것처럼 교황의 말씀을 일부러 누락하는 일은 없습니다. 다만 번역과 감수 등에 걸리는 시간이 있어 교황청 사이트와 동시에 올릴 수 없고 약간의 시간이 필요함을 양해해 주시기 바랍니다." 라고 밝히며, 최종본에는 이 내용을 추가했다. 그리고 9월 2일에 연설 전 원고를 공개했는데, 해당 내용이 빠져 있었다.

## 같이 보기
- 한국천주교중앙협의회
- 강우일
- 김희중
- 이용훈
- 조선카톨릭교협회